# Eric Bols

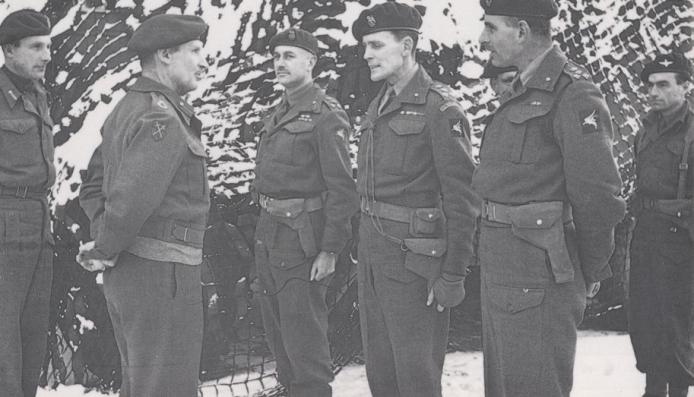
Generalmajor Eric Bols (links) mit Field Marshal Bernard Montgomery (2. von links) im Gespräch mit Offizieren der 6th Airborne Division (Januar 1945)

Eric Louis Bols, CB, DSO&Bar (* 8. Juni 1904 in Camberley, Surrey, England; † 8. Juni 1985 (nach anderen Angaben: 14. Juni 1985) in Battle, East Sussex, England) war ein britischer Offizier der British Army, der als Generalmajor zwischen 1944 und 1946 sowie erneut von 1946 bis 1947 Kommandeur der 6. Luftlandedivision (6th Airborne Division) war.

## Leben
Eric Louis Bols war der Sohn von Generalleutnant Sir Louis Bols, der zwischen 1920 und 1924 Kommandeur der 43rd (Wessex) Infantry Division sowie von 1927 bis zu seinem Tode am 13. September 1930 Gouverneur von Bermuda war, und dessen Ehefrau Augusta Blanche Strickland. Sein Halbbruder Major Kenneth William Bols fiel am 19. Juli 1944 während des Italienfeldzuges. Er selbst begann nach dem Besuch des Lancing College eine Offiziersausbildung am Royal Military College Sandhurst. Nach deren Abschluss wurde er am 31. Januar 1924 als Leutnant (Second Lieutenant) in das Linieninfanterieregiment Devonshire Regiment übernommen. In der Folgezeit fand er zahlreiche Verwendungen als Offizier sowie Stabsoffizier und wurde später zum Linieninfanterieregiment King’s Regiment (Liverpool) versetzt. Er wurde während des Zweiten Weltkrieges am 19. Mai 1941 Major sowie am 22. Mai 1941 kommissarischer Oberstleutnant (Acting Lieutenant-Colonel). Er war zeitweise Ausbilder am Staff College Camberley sowie Erster Generalstabsoffizier der 51. Infanteriedivision (51st (Highland) Division). Am 22. August 1941 wurde ihm der vorübergehende Dienstgrad eines Oberstleutnant (Temporary Lieutenant-Colonel) verliehen, ehe er am 13. Februar 1942 in den Dienstgrad eines Major zurückversetzt wurde. Am 19. Mai 1942 wurde er wieder Temporary Lieutenant-Colonel sowie am 23. März 1944 kommissarischer Oberst (Acting Colonel). Er fand Verwendung als Kommandeur (Commanding Officer) des 3. Aufklärungsregiments (3rd Reconnaissance Regiment) sowie Oberst für Ausbildung im Generalstab der 21. Heeresgruppe (Colonel General Staff (Training), 21st Army Group).
Nach seiner Ernennung zum kommissarischen Brigadegeneral (Acting Brigadier) wurde Bols am 2. Juli 1944 Kommandeur der in Nordwesteuropa eingesetzten 185. Infanteriebrigade (185th Infantry Brigade) und verblieb auf diesem Posten bis zum 11. Dezember 1944. Während dieser Zeit erhielt er am 23. September 1944 den kriegsdienstbezogenen Rang als Oberstleutnant (War Substantive Lieutenant-Colonel) und zugleich den vorübergehenden Rang eines Obersts (Temporary Colonel). Nachdem ihm am 8. Dezember 1944 der kommissarische Rang eines Generalmajors (Acting Major-General) verliehen wurde, löste er Generalmajor Richard Gale als Kommandeur der in Nordwesteuropa eingesetzten 6. Luftlandedivision (6th Airborne Division) ab und verblieb in dieser Verwendung bis März 1946, woraufhin Generalmajor James Cassels seine Nachfolge antrat. Während dieser Zeit erhielt er am 2. Januar 1945 den vorübergehenden Rang eines Brigadegenerals (Temporary Brigadier). Ihm wurde für seine Verdienste in Nordwesteuropa am 1. März 1945 der Distinguished Service Order (DSO) verliehen. Am 7. Juni 1945 wurde ihm eine Spange (Bar) zum DSO verliehen. Am 5. Juli 1945 wurde er Companion des Order of the Bath.
Nach Kriegsende wurde Eric Bols als Kommandeur der 6. Luftlandedivision in das Mandatsgebiet Palästina verlegt und erhielt dort am 8. Dezember 1945 erneut den kriegsdienstbezogenen Rang als Oberstleutnant und den vorübergehenden Rang eines Generalmajor. Am 29. Oktober 1946 wurde er zum Oberstleutnant (Lieutenant-Colonel) befördert und löste im Dezember 1946 Generalmajor James Cassels wieder als Kommandeur der 6th Airborne Division ab. Er verblieb in dieser Funktion bis August 1947 und wurde daraufhin von Generalmajor Hugh Stockwell abgelöst. In dieser Verwendung erhielt er am 1. Januar 1947 wieder den vorübergehenden Rang eines Generalmajors. Mit seinem Ausscheiden aus dem aktiven Militärdienst wurde ihm schließlich am 8. Januar 1948 der Ehrenrang eines Generalmajors (Honorary rank of Major-General) verliehen. Er wurde ferner am 25. März 1949 mit dem Silver Star geehrt. 1930 heiratete er in erster, später aufgelöster Ehe Rosa Vaux.